# Warren Burger
Warren Earl Burger (Saint Paul, Minnesota, 17 september 1907 – Washington D.C., 25 juni 1995) was de 15e opperrechter van het Amerikaanse Hooggerechtshof. Hij bekleedde deze functie van 1969 tot 1986. Ondanks zijn eigen conservatieve inslag nam het Hooggerechtshof onder zijn leiding een aantal vergaande en omstreden beslissingen met betrekking tot abortus, de doodstraf en het opheffen van de rassenscheiding op scholen.

## Levensloop
Burger bezocht de avondschool aan de Universiteit van Minnesota. Overdag verkocht hij verzekeringen. Aan de universiteit studeerde hij in 1931 magna cum laude af. Hij kwam daarna te werken voor een advocatenkantoor. Later doceerde hij ook twaalf jaar aan William Mitchell.
De eerste keer dat Burger bij de politiek betrokken raakte was in 1948. Hij steunde Harold. E. Stassen, destijds gouverneur van Minnesota, bij zijn - onsuccesvolle - poging de Republikeinse nominatie voor het presidentschap te bemachtigen. Vier jaar later speelde hij een belangrijke rol bij de nominatie van Dwight D. Eisenhower als de Republikeinse kandidaat voor het presidentschap. Eisenhower zou deze verkiezingen winnen. Hij benoemde Burger na zijn benoeming tot staatssecretaris van Justitie.
In 1956 benoemde Eisenhower hem tot rechter in het Hof van Beroep van het District of Columbia.
De zittende opperrechter Earl Warren kondigde in 1968 zijn vertrek aan, zodat de Democratische president Lyndon B. Johnson zelf nog zijn opvolger kon aanstellen. Deze droeg Abe Fortas, op dat moment al lid van het Hooggerechtshof, voor. Deze nominatie werd afgewezen door de Senaat waar de Republikeinen op dat moment de meerderheid hadden. Als gevolg daarvan bleef Warren voorlopig aan als opperrechter. Johnsons opvolger Richard Nixon droeg Burger voor als opperrechter. Burger had in 1967 voor de eerste keer de aandacht getrokken van de president door een artikel waarin hij het Amerikaanse gerechtssysteem vergeleek met dat van Noorwegen, Zweden en Denemarken. Volgens hem hadden die niet zoiets nodig als het vijfde amendement (dit amendement geeft verdachten het recht om te zwijgen), omdat ze direct ingaan op de vraag of iemand schuldig is. Daardoor hebben ze een veel effectiever rechtssysteem dan de Verenigde Staten, zonder dat de rechten van de verdachte worden geschonden. De voordracht van Burger werd door de Senaat overgenomen en hij werd op 23 juni 1969 benoemd.
Nixon schreef in zijn biografie dat hij Burger in 1970 gevraagd had of hij eventueel bereid zou zijn zich bij de presidentsverkiezingen van 1972 kandidaat te stellen. Op dat moment kreeg Nixon veel kritiek omdat het Amerikaanse leger Cambodja was binnengevallen. In 1971 en 1973 stond hij ook op de shortlist om vicepresident Spiro Agnew te vervangen.

## Opperrechter

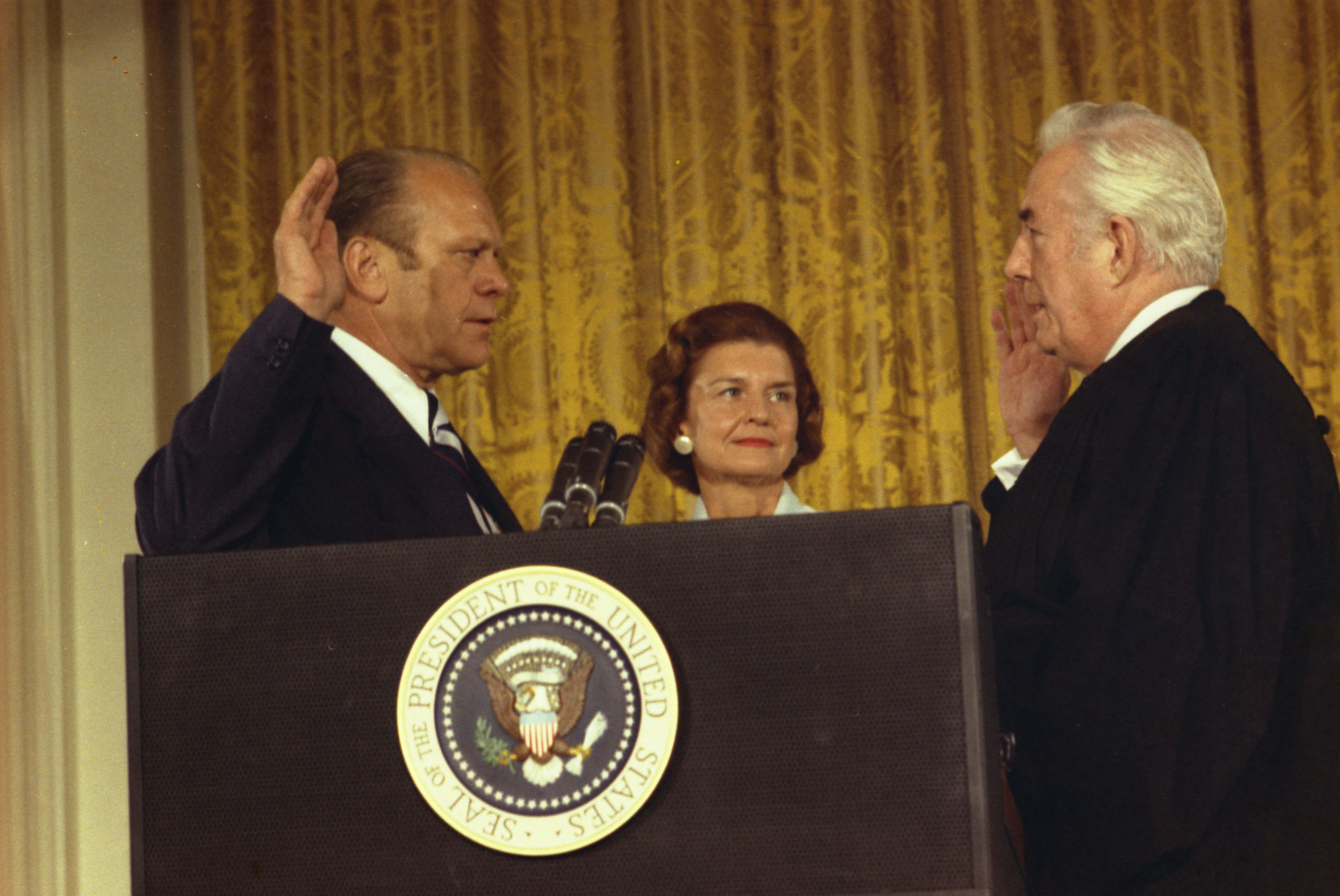
Terwijl Betty Ford toekijkt neemt opperrechter Burger de eed af bij de nieuwe president Gerald Ford nadat Richard Nixon is afgetreden.

Verschillende conservatieve leden van de regering van Nixon hadden gehoopt dat het Hooggerechtshof onder Burger verschillende beslissingen van het Hooggerechtshof uit de periode onder Warren zou terugdraaien. Dat gebeurde echter niet. Verschillende doctrines die door het Hooggerechtshof onder Warren waren opgesteld werden zelfs nog verder uitgebreid.
Het Hooggerechtshof oordeelde in 1971 dat scholieren per bus naar verder liggende scholen mochten worden vervoerd om segregatie tegen te gaan. In bepaalde wijken woonden bijvoorbeeld alleen veel zwarte of juist witte kinderen, waardoor de scholen in deze wijken ook voornamelijk uit de leden van een ras bestonden. In 1972 oordeelde de rechtbank in de zaak Furman v. Georgia dat toepassing van de doodstraf ongrondwettelijk was, omdat het viel onder "wrede of ongebruikelijke straffen" die zijn verboden op basis van het achtste amendement van de Amerikaanse Grondwet. Burger nam hierbij wel een minderheidsstandpunt in. In 1976 werd de tijdelijke opschorting van de doodstraf weer ongedaan gemaakt.
In 1973 maakte het Hooggerechtshof een van zijn meest controversiële beslissingen. In de zaak Roe v. Wade erkende zij het recht op privacy en verbood zij staten om abortus geheel te verbieden. In 1974 nam het Hooggerechtshof een unanieme beslissing in de zaak United States v. Nixon. President Nixon werd daarbij gedwongen verschillende memo's en opnames in het Watergateschandaal te overhandigen aan de openbaar aanklager. Mede als gevolg van deze beslissing trad Nixon 16 dagen later af als president.
In zijn rol als opperrechter vroeg Burger veel aandacht voor het functioneren van het Amerikaanse gerechtssysteem dat volgens hem overladen werd door werk. Volgens hem hadden veroordeelden te veel de mogelijkheid om eindeloos in beroep te gaan en gebruik te maken van kleine vormfouten.
De reputatie van Burger liep schade op door het boek The Brethren. Dit boek verscheen in 1977 van de hand van de journalisten Bob Woodward en Scott Amstrong. Daarin werd Burger neergezet als een zwak functionerende opperrechter die niet serieus werd genomen door zijn mede-rechters. Volgens het boek ergerden verschillende rechters zich eraan dat Burger regelmatig bij rechtszaken zijn stem veranderde vanwege opportunistische redenen. Op die manier zou hij deel uitmaken van de meerderheid en kon daardoor bevriende rechters belonen door hen zelf te laten kiezen welke vonnissen zij wilden schrijven en vervelende, ingewikkelde zaken doorschuiven naar andere collega's.

## Pensioen en overlijden
Burger trad op 26 september 1986 af als opperrechter. Hij had langer zitting gehad dan enige andere opperrechter in de 20e eeuw. Hij werd opgevolgd door William Rehnquist. In 1988 ontving hij de Presidential Medal of Freedom. Burger overleed in 1995 op de leeftijd van 87 jaar. Zijn vrouw Elvera Stromberg was een jaar eerder overleden. Samen hadden zij twee kinderen. Burger ligt begraven op het Arlington National Cemetery.
John Jay (1789–1795) · John Rutledge (1795) · Oliver Ellsworth (1796–1800) · John Marshall (1801–1835) · Roger Taney (1836–1864) · Salmon Chase (1864–1873) · Morrison Waite (1874–1888) · Melville Fuller (1888–1910) · Edward Douglass White (1910–1921) · William Howard Taft (1921–1930) · Charles Evans Hughes (1930–1941) · Harlan Stone (1941–1946) · Fred Vinson (1946–1953) · Earl Warren (1953–1969) · Warren Burger (1969–1986) · William Rehnquist (1986–2005) · John Roberts (2005–heden)